# Jean de Dukla
Jean de Dukla (1414 - 29 septembre 1484) est un franciscain conventuel polonais vénéré comme saint par l'Église catholique. 

## Biographie
Influencé par les prédications de saint Jean de Capistran il choisit d'adopter la stricte observance franciscaine. Il vivait en reclus, une existence cachée et austère, toute tournée vers la prière et la méditation.
Il dut quitter sa retraite pour devenir gardien du couvent de Lviv (actuellement en Ukraine). Il eut aussi des responsabilités à Krosno.
Avec l'accord de ses supérieurs, Jean entra enfin chez les bernardins franciscains (qu'il ne faut pas confondre avec les Bernardins) où il devint gardien provincial. Là, il consacra son apostolat à prêcher et confesser inlassablement, tout entier au service de ceux qui lui étaient confiés.
Ayant atteint un âge avancé, et devenu aveugle, il se faisait lire les extraits de la Bible qu'il voulait utiliser dans ses sermons. Son exemple de vie, la qualité de ses prédications permirent une extension de la foi chrétienne, en particulier chez les disciples de Jan Hus, dont la doctrine avait été rejetée par Rome.
Après sa mort, de nombreux miracles furent observés sur sa tombe, et son culte se développa très rapidement.

## Béatification et canonisation
- Le Pape Clément XII le nomma patron principal de la Pologne et de la Lituanie en 1739, après l'avoir béatifié en 1733.
- Il fut canonisé le 10 juin 1997 à Krosno, en Pologne par le Pape Jean-Paul II.
- Sa fête a été fixée au 29 septembre

## Source
- Encyclopédie libre catholique Wikikto